# 대구광역시문화예술회관
대구문화예술회관(大邱文化藝術會館, Daegu Culture & Arts Center)은 대구광역시 달서구 공원순환로 201(성당동)에 있는 시립 종합 공연장이다. 1981년에 건립을 위한 기본 계획이 세워지기 시작했고, 1983년에 공사를 시작해 1990년 5월 21일에 공연관이 우선 개관했다. 이어 전시관 등의 시설이 차례로 개관했고, 2000년 9월 29일에는 회관과 별도로 두류공원 내에 건립된 코오롱야외음악당의 운영도 개시했다.

## 시설 소개
대극장
공연관 내에 위치한 총 좌석수 1090석의 공연장으로, 회전무대와 승강무대, 오케스트라 피트 등을 갖추고 있어 콘서트와 오페라, 뮤지컬, 발레 등 다양한 무대 공연을 개최하고 있다.
소극장
대극장과 함께 공연관 내에 자리한 320석의 소규모 공연장으로, 독주회와 실내악 공연과 연극 상연 등에 쓰이고 있다.
전시관
1991년 10월 8일에 개관했으며, 1층과 2층에 각각 5개씩 모두 10개의 전시실과 1층 전시실 중앙의 대형 전시홀로 구분되는 전시 전용 공간이다. 미술 작품과 사진, 서예, 도예 작품 등이 전시되고 있다.
국제회의장
전시관 건물 1층에 위치하고 있는 회의 시설로, 회의석 130석과 방청석 60석이 마련되어 있다. 통역 시설과 영상 장비도 갖추고 있어 국제 규모 회의 유치도 이루어진다.
야외공연장
전시관 뒷쪽에 위치한 원형 야외 공간으로, 관람석은 약 700석의 계단식으로 되어 있다. 야외 음악회나 마당놀이 등의 전통 공연이 개최되며, 봄과 가을에는 시민들의 무료 결혼식장으로도 이용되고 있다.
코오롱야외음악당
1997년에 공사를 시작해 2000년 9월 29일에 개관한 1080석의 계단식 좌석을 갖춘 야외 공연장으로, 공연장을 둘러싼 잔디 광장도 사용할 경우 27000명을 수용할 수 있다. 시 측에서 제공한 부지에 코오롱그룹이 건설해 기증했다.
그 외 시설
전통 민예품 등의 기념품을 파는 아트숍과 커피숍, 연회장이 전시관 건물에 위치하고 있으며, 공연관에도 간단한 음식과 음료수를 파는 매점과 물품 보관함 등이 있다. 시립 예술단들의 연습실과 사무실이 위치한 예련관도 1993년 9월 4일에 개관했다.

## 상주 단체
대구광역시 소속 예술단들인 대구 시립 교향악단, 대구 시립 합창단, 대구 시립 소년소녀 합창단, 대구 시립 국악단, 대구 시립 극단, 대구 시립 무용단, 대구 시립 오페라단이 입주해 있다.